# جوليان بيلي (لاعب دوري الرغبي)
جوليان بيلي (بالإنجليزية: Julian Bailey)‏ هو لاعب دوري الرغبي أسترالي، ولد في 17 نوفمبر 1978.